# Sari-d’Orcino
Sari-d’Orcino (kors. Sari di Cinarca) – miejscowość i gmina we Francji, w regionie Korsyka, w departamencie Korsyka Południowa.
Według danych na rok 1990 gminę zamieszkiwało 236 osób, a gęstość zaludnienia wynosiła 11 osób/km².